# ПРВ-13
ПРВ-13 (за класифікацією НАТО — Odd Pair) — радянський радіовисотомір сантиметрового діапазону. Стоїть на озброєнні колишніх країн варшавського договору.

## Історія
Даний зразок був розроблений на основі радіовисотоміра ПРВ-11, на початку 1960-х років у НДІ-244. Серійне виробництво було організовано на заводі № 588, нині Правдинському радіозаводі у місті Балахна.
Наразі радіовисотомір все ще перебуває в експлуатації.

## Призначення
Рухомий радіовисотомір ПРВ-13 призначений для роботи в якості засобу вимірювання висоти у складі радіолокаційного комплексу 5Н87, РЛС П-18, П-37, П-35М, 5Н84А та іншими, а також автоматизованими системами управління 5Н55М, 5Н53-Н, 5Н53-У, 86Ж6, 5Н60. Він також сполучається з об'єктами АСУ «Повітря-1М», «Повітря-1П», з АСУ ЗРВ АСУРК-1МА, АСУРК-1П, АСУРК-1П та кабіною К9 ЗРК С-200.

## Склад

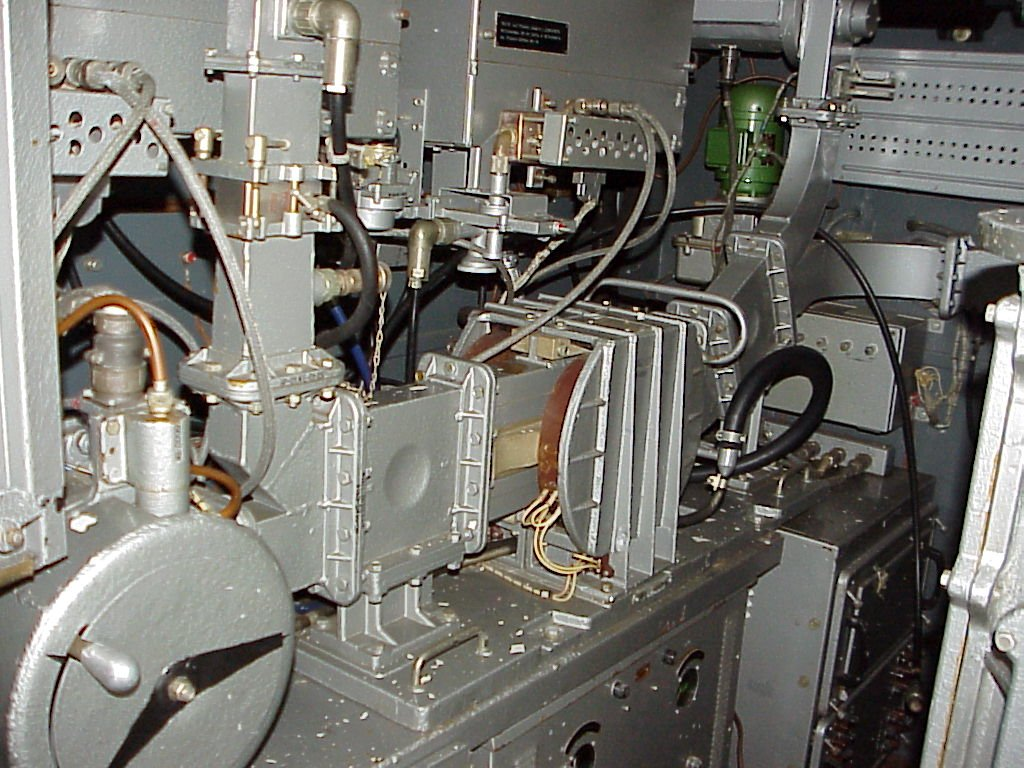
Передавальна апаратура всередині причепа В1

Висотомір виконаний у рухомому варіанті. До складу висотоміра входять:
- причіп В1 на візку КЛУ з кабіною, що обертається, у якій розміщена приймально-передавальна апаратура та антенні пристрої;
- причіп В2 типу 761 з індикаторною апаратурою, апаратурою синхронізації та захисту від радіозавад, а також дизель-електричним агрегатом живлення АД-30Т;
- причіп В3 типу 761 із запасним майном та контрольно-вимірювальною апаратурою; в ньому також розміщений агрегат живлення АД-30Т та перетворювач частоти ВПО-30МД;
- контейнери з антенними пристроями, кабельним господарством та іншим допоміжним обладнанням — 22 шт.

Крім того, до складу висотоміра входить наземний запит радіолокації НРЗ-4П (1Л22), виконаний в автомобільному варіанті.

## Додатково
- ПРВ-13 до 1998 року перебував на озброєнні в Німеччині як тимчасове рішення для захисту новоприєднаних земель, і, незважаючи на відсутність запасних частин, дана техніка була визнана дуже надійною.18[джерело?] .